# M'sieur Victor
 (juillet 2025).
Motif : Absence de sources
- Archive Wikiwix
- Bing
- Cairn
- DuckDuckGo
- E. Universalis
- Gallica
- Google
- G. Books
- G. News
- G. Scholar
- Persée
- Qwant
- (zh) Baidu
- (ru) Yandex
- (wd) trouver des œuvres sur Wikidata

| 1. | Préciser le motif de la pose du bandeau. | Précisez le motif de la pose du bandeau en utilisant la syntaxe suivante : {{admissibilité à vérifier\|date=juillet 2025\|motif=remplacez ce texte par le motif}}                   |
| 2. | Informer les utilisateurs concernés.     | Pensez à avertir le créateur de l'article, par exemple, en insérant le code ci-dessous sur sa page de discussion : {{subst:avertissement admissibilité à vérifier\|M'sieur Victor}} |

M'sieur Victor est un roman pour la jeunesse de Pascal Garnier paru en 2009.

## Personnages
- Simon : 14 ans, lillois en fugue. Son père a disparu. Sa mère travaille de nuit et dort de jour, il se charge de nombreux frères et sœurs. Il rêve de gagner Marseille et de prendre un bateau pour ailleurs. Il échoue à la gare de Valence.
- un bébé dans une poussette : Simon le nomme "Victor", de son vrai nom Léo. Très sociable.
- Victor de Montéléger : légionnaire à la retraite, tatoué, brocanteur à ses heures. Pour le différencier du "Victor" bébé, il se fait appeler "Monsieur Victor" par Simon. Il a plus de soixante ans, une vie et des souvenirs derrière lui. Il a été marié, en Afrique. Sa femme et sa fille sont mortes dans un accident d'avion.
- Mme Deniau : retraitée sans le sou. Elle a dû vendre sa mercerie pour une bouchée de pain. Elle et Mr Victor se connaissent depuis toujours.
- Elisabeth Palansky née de Barjac. Très jeune, elle a quitté sa famille pour suivre un bel italien. Ils se sont installés en Afrique. Il l'a abandonné. Elle n'a jamais eu d'enfant. Elle hérite d'une grande maison qu'elle pense revendre.
- Mélanie : mère de Léo. 18 ans, elle aussi a suivi le premier venu. Ils sont partis avec les économies des parents. Lui aussi l'a abandonné et est parti avec l'argent.

## Résumé
Poussé hors du TGV par la peur du contrôleur, Simon atterri dans le parc de Valence. Une jeune femme lui confie un bébé dans une poussette, le temps pour elle, d'acheter des cigarettes. Elle disparaît... La nuit arrivant, Simon et le bébé sont recueillis par Victor de Montéléger, un ancien légionnaire. Leur vie à trois s'organise, ensemble, ils retrouvent une chaleur familiale. Ils sont bientôt rejoints par Mme Deniau, une vieille amie de Victor avec qui ils font des brocantes. C'est elle, qui leur donne l'adresse d'Elisabeth. Elle possède une vieille maison assez délabrée. Elle aimerait vendre ce qui peut l'être avant de s'en séparer. M'sieur Victor et elle sympathisent, ils se reconnaissent (ils se sont connus enfants), ils se plaisent et commencent à faire des projets d'avenir... Cette grande maison...

## Lieux
Le roman se déroule dans Valence : gare TGV, parc, ruelles et dans sa proche région, sur les deux rives du Rhône. M'sieur Victor fait des brocantes à Guilherand et La Voulte. La silhouette du château de Crussol décore bien des soirées. La nourriture aussi est locale : huile d'olive, chèvre, Viognier.